# Šávču

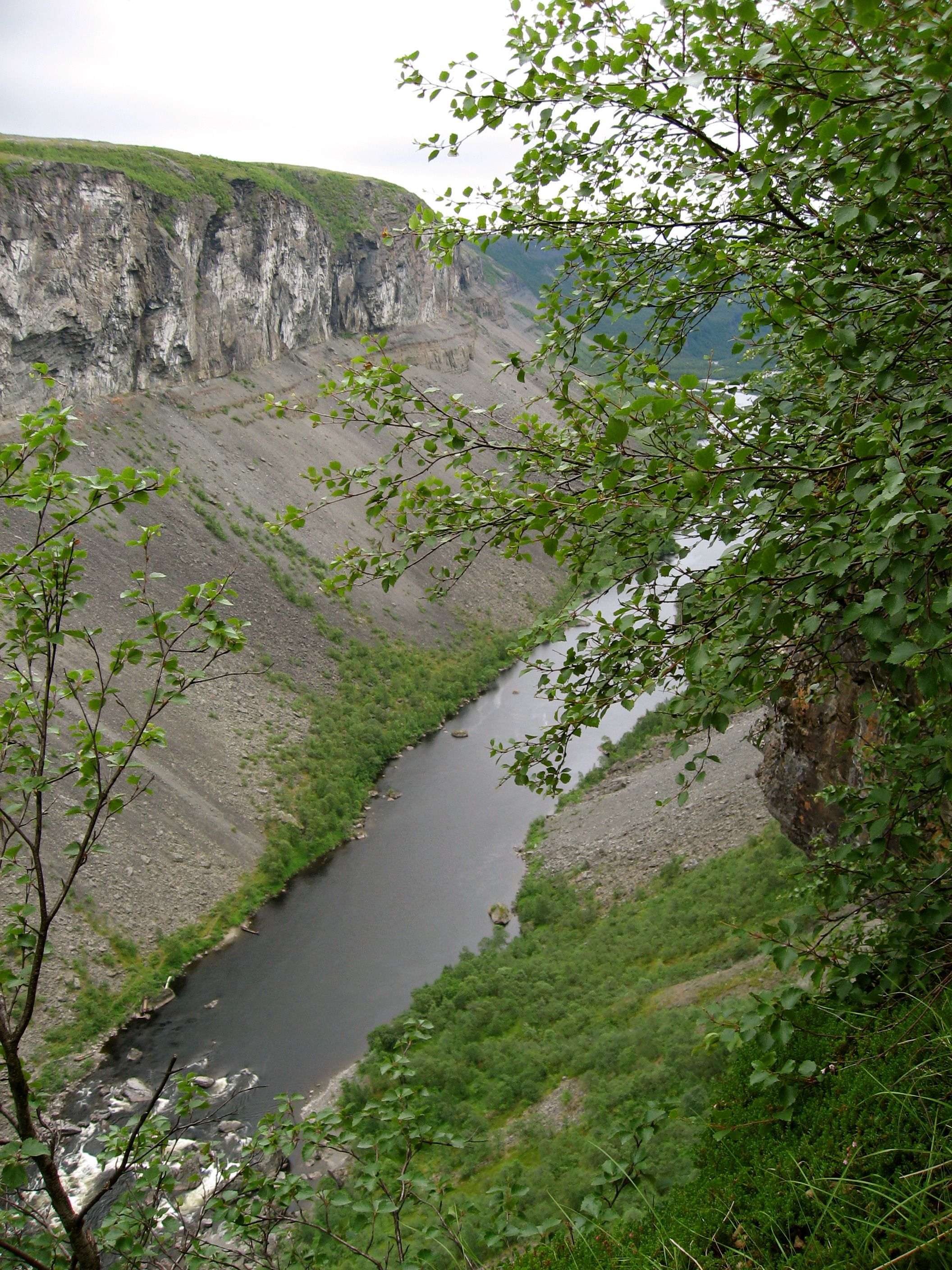

A Šávču (északi számi nyelvű név norvégül Sautso) Észak-Európa legnagyobb kanyonja. Norvégia Finnmark megyéjében, a Skandináv-hegység területén, az Altaelva folyó völgyében található. 
A 12 kilométer hosszú kanyon Alta község területén, Kautokeino község határától, az Alta vízerőmű gátjától folyásirányban lefelé, északra, az Alta fjord felé indul. A kanyon felső széle a környező Finnmarksvidda fennsíkkal együtt 400-450 méter tszf magasságon fekszik, a folyó vize pedig 80-90 méteren. A kanyont az Altaelva folyó hozta létre a jégkorszakot követő skandináviai tektonikus emelkedés körülményei között.

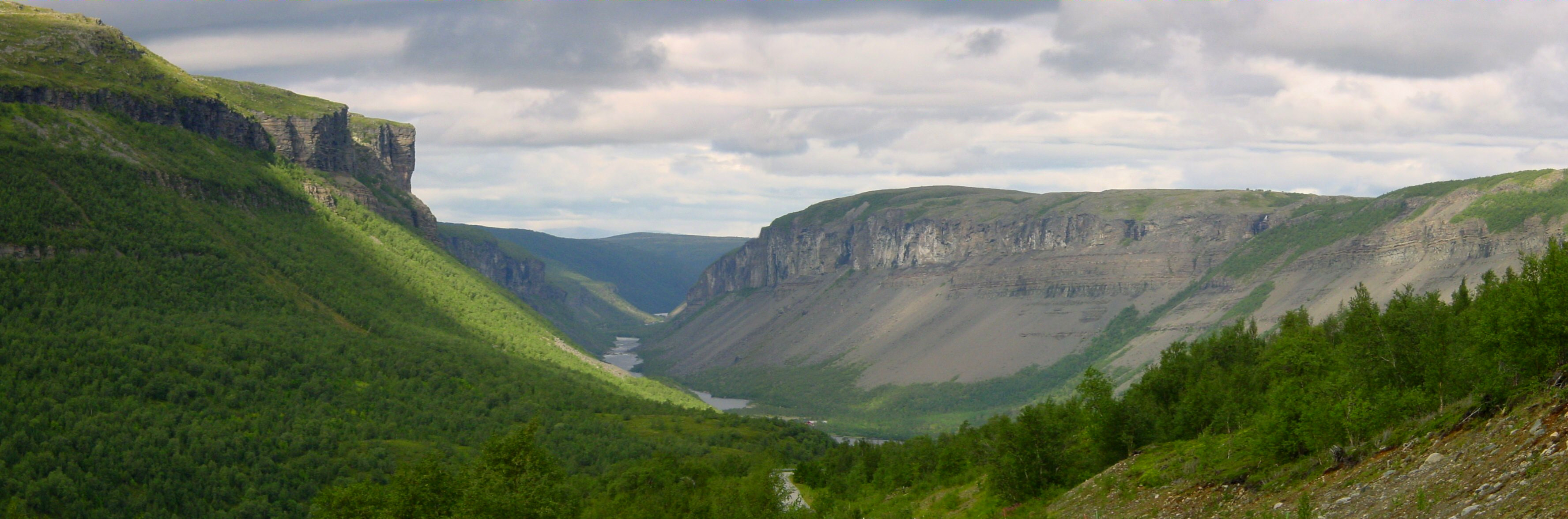
A kanyon látképe